# Date Night
Date Night és una pel·lícula estatunidenca del 2010 dirigida per Shawn Levy i protagonitzada per Steve Carell i per Tina Fey.

## Argument
La Claire i en Phil Foster són una típica parella de Nova York que viuen en un matrimoni rutinari i monòton. Per tornar a revifar l'espurna de l'amor decideixen visitar un restaurant de moda a Manhattan, on se'ls confon amb una parella de criminals que busca la policia i a partir d'aleshores viuran una nit que no oblidaran fàcilment.

## Repartiment
- Steve Carell: Phil Foster
- Tina Fey: Claire Foster
- Mark Wahlberg: Holbrooke Grant
- Taraji P. Henson: detectiu Arroyo
- William Fichtner: advocat del districte Frank Crenshaw
- Ray Liotta: Joe Miletto (no surt als crèdits)
- James Franco: Chase "Taste" Tripplehorn/Tom Felton
- Mila Kunis: "Whippit" Tripplehorn/Felton
- Mark Ruffalo: Brad Sullivan
- Kristen Wiig: Haley Sullivan
- Jimmi Simpson: detectiu Armstrong
- Bill Burr: detectiu Walsh
- Leighton Meester: Katy
- will.i.am: ell mateix

## Crítica
- "Film animós i a estones encantador, però, en conjunt, decebedorament inofensiu (per conservador)"[2]
- "Cada vegada que els actors amenacen de desenvolupar autèntica energia còmica, el guió els aboca a una successió arbitrària de tirotejos i persecucions i diàlegs destarotats i gags que confonen grandària i volum amb enginy(...) Puntuació: ★★ (sobre 5)."[3]
- "Independentment de l'absurd de les situacions -o, per ser sincers, gràcies a això- veure a aquesta parella és un gaudi. (...) no és el que Carrell i Fey fan, és la manera en què ho fan. (...) Puntuació:★★★ (sobre 4)"[4]